# Ingvar Hirdwall

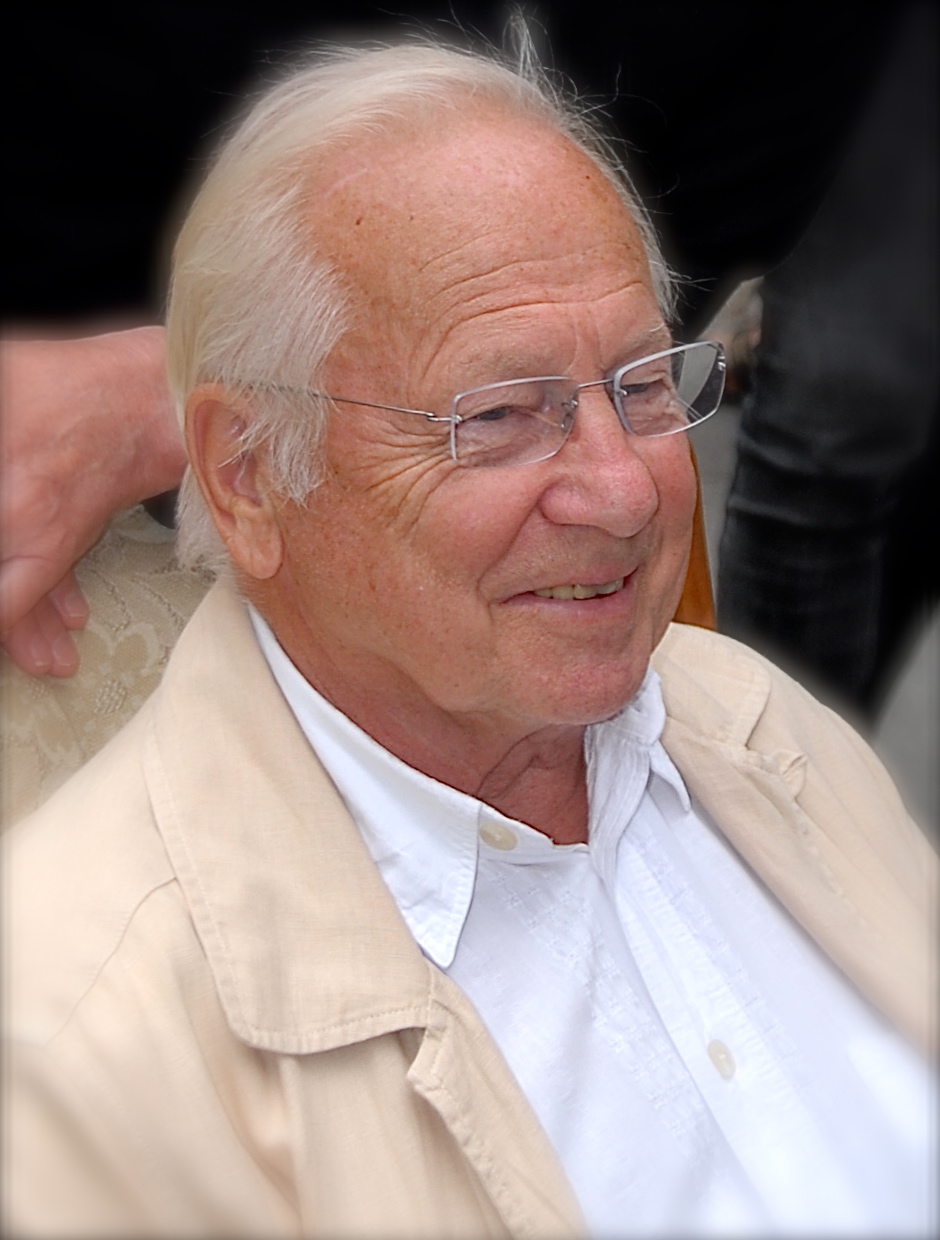
Ingvar Hirdwall (2009)

Lars Ingvar Hirdvall (* 5. Dezember 1934 in Stockholm; † 6. April 2023 ebenda) war ein schwedischer Schauspieler.

## Leben
Ingvar Hirdwall spielte 1976 in Bo Widerbergs Der Mann auf dem Dach den ehemaligen Polizisten Eriksson. Der Mann auf dem Dach war die Verfilmung des Romans Das Ekel aus Säffle von Maj Sjöwall und Per Wahlöö. Ab 1997 spielte Hirdwall in 50 Folgen der von Sjöwall und Wahlöö inspirierten Filmreihe Kommissar Beck Martin Becks Nachbarn Valdemar. In dieser Rolle trug Hirdwall immer eine Halskrause und meist einen Bademantel, wenn er abends mit einem Getränk in der Hand auf dem Balkon stand und sich mit dem von Peter Haber gespielten Martin Beck unterhielt. In der deutschsprachigen Version der Serie wurde Hirdwall von Michael Rüth synchronisiert.
2009 spielte Hirdwall in Niels Arden Oplevs Verblendung den Anwalt Dirch Frode. Verblendung war die Verfilmung des gleichnamigen Romans von Stieg Larsson.
1981 erhielt Hirdwall einen Guldbagge als bester Hauptdarsteller in Kay Pollaks Heimliche Ausflüge. 2004 wurde er mit einem Guldbagge als bester Nebendarsteller in Björn Runges Morgengrauen (im Original Om jag vänder mig om) geehrt. Das Ensemble dieses Films wurde 2004 bei den Filmfestspielen von Berlin mit einem Silbernen Bären für herausragende künstlerische Leistung ausgezeichnet.
Von 1960 bis 1979 war Hirdwall am Stadttheater in Göteborg tätig.
Ingvar Hirdwall war bis 1972 mit der Schauspielerin Margita Ahlin und ab 1975 mit der Schauspielerin Marika Lindström verheiratet. Er starb 2023 im Alter von 88 Jahren.

## Filmografie (Auswahl)
- 1963: Das Rabenviertel
- 1976: Der Mann auf dem Dach
- 1980: Heimliche Ausflüge
- 1983: Ein Berg auf der Rückseite des Mondes
- 2003: Miffo
- 2003: Morgengrauen
- 2009: Verblendung
- 2013: Mankells Wallander: Der Feind im Schatten

Neben seiner Tätigkeit in der Fernsehserie um Kommissar Beck spielte Hirdvall in mehreren Serien und Miniserien mit. So war er 1998 als schwedischer Staatssekretär in einer Serie über Ivar Kreuger zu sehen.